# Савін Володимир Іванович
Володимир Іванович Савін (3 серпня 1948 , Рига ) — російський політик, член Ради Федерації від Тверської області (2008—2011).

## Біографія
Освіта вища, 1971 року закінчив Ризький політехнічний інститут за спеціальністю «Технологія машинобудування, металорізальні верстати», 1982 року — Московський інститут управління ім. С. Орджонікідзе за спеціальністю «Організація промислового виробництва та будівництва». Кандидат економічних наук.
З 2002 року — генеральний директор ТОВ «Тверський вагонобудівний завод». У березні 2004 року обраний депутатом Законодавчих зборів Тверської області III скликання на довиборах. З 2005 року — депутат Законодавчих зборів IV скликання, заступник голови на непостійній професійній основі. У січні 2008 року змінив Віктора Абрамова як представник адміністрації Тверської області в Раді Федерації. 
Член «Єдиної Росії», заступник секретаря політради Тверського регіонального відділення партії. Нагороджений знаком «Почесному залізничнику», нагрудним знаком губернатора Тверської області «За заслуги у розвитку Тверської області». Відзначений званням «Почесний машинобудівник».